# Matrona Moskiewska

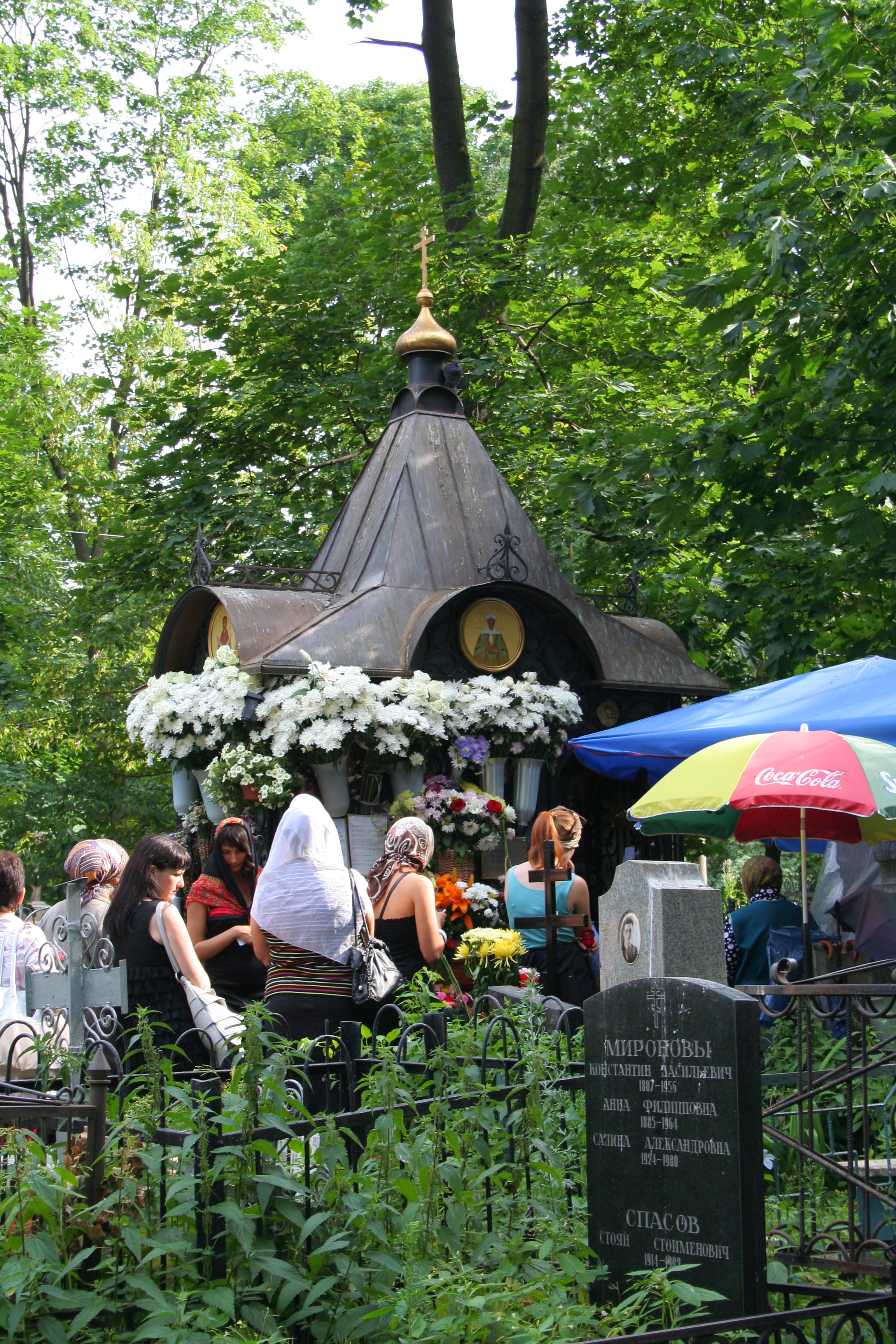
Pielgrzymi oczekujący przed grobem Matrony Moskiewskiej

Matrona Moskiewska (ros. Матро́на Моско́вская), właśc. Matrona Dmitriewna Nikonowa (ros. Матро́на Дими́триевна Ни́конова) (ur. 1885 w Sebinie, zm. 2 maja 1952 w Moskwie) − święta Rosyjskiego Kościoła Prawosławnego.

## Życiorys
Urodziła się w rodzinie chłopskiej Dymitra i Natalii Nikonowów jako najmłodsze z czworga dzieci, po synach Iwanie i Michaile oraz córce Marii.
Według hagiografii, matka Matrony jeszcze przed urodzeniem czwartego dziecka planowała oddanie go do przytułku prowadzonego w sąsiedniej wsi Buczałki, gdyż uważała, że rodziny nie stać będzie na jego wychowanie. Zdanie w tej sprawie miała zmienić, gdy we śnie ujrzała białego gołębia z zamkniętymi oczami i twarzą człowieka.
Matrona Nikonowa przyszła na świat niewidoma. Według opracowań hagiograficznych od siódmego-ósmego roku życia posiadała dar przepowiadania przyszłości i uzdrawiania, a także czytania w myślach. Wychowana w głęboko religijnej rodzinie, spędzała wiele czasu w cerkwi. Z powodu posiadanych darów Matrona stała się znana w całej Rosji. Do domu jej rodziców przybywali chorzy z nadzieją na wyzdrowienie dzięki modlitwie dziewczynki. Dziewczynka miała również przewidzieć przyszłość kraju, w tym rewolucję październikową i jej następstwa. W wieku siedemnastu lat Matrona Nikonowa straciła władzę w nogach.
Do rewolucji październikowej Matrona Nikonowa nadal zamieszkiwała w domu rodziców, razem z braćmi. Obaj wstąpili do Komunistycznej Partii Związku Radzieckiego. Mimo tego kobieta nadal przyjmowała wszystkich, którzy pragnęli zwrócić się do niej z prośbą o poradę duchową i modlitwę. Ostatecznie jednak widząc, iż bracia obawiali się represji z jej powodu ze strony władz ZSRR, a także bojąc się, by nie spadły one również na jej rodziców, Matrona Nikonowa przeprowadziła się w 1925 do Moskwy, gdzie przebywała do końca życia, mieszkając u różnych krewnych i znajomych. Według żywota świętej milicja radziecka wielokrotnie zamierzała ją aresztować. Za każdym razem jednak kobieta przewidywała taką sytuację i w przeddzień przybycia milicjantów, lub nawet tego samego dnia, przenosiła się do nowego mieszkania. Cały czas spędzała na modlitwie i spotkaniach z pielgrzymami. Od odwiedzających ją osób wymagała wiary i noszenia krzyżyka.
W 1939 miała przewidzieć wybuch II wojny światowej i straty w ludziach poniesione w niej przez Związek Radziecki. W 1941 miała ponadto zapowiedzieć rychły początek działań wojennych w ZSRR i końcowe zwycięstwo Armii Czerwonej.
Według popularnej w Rosji legendy, po ataku III Rzeszy na Związek Radziecki z Matroną miał spotkać się Stalin, zaś kobieta przepowiedziała mu zwycięską obronę Moskwy.
Matrona Nikonowa spotykała się z wiernymi do końca swojego życia, mimo pogarszającego się stanu zdrowia. Regularnie również przystępowała do spowiedzi i Komunii Św. Zmarła 2 maja 1952 i została pochowana dwa dni później na cmentarzu nieczynnego wówczas Monasteru Daniłowskiego. Grób Matrony stał się celem licznych pielgrzymek. Obecnie (2010) jej relikwie przechowywane są w monasterze Opieki Matki Bożej w Moskwie.

## Pamięć i kult
W 1999 Matrona Moskiewska została kanonizowana.
W 2014 w jej rodzinnym domu otwarto muzeum.

### Kontrowersje
W 2008 kontrowersje wzbudziła ikona św. Matrony wystawiona w cerkwi św. Olgi w Petersburgu przez proboszcza parafii, ihumena Eustachego (Żakowa). Na wizerunku tym przedstawione zostało rzekome spotkanie świętej ze Stalinem, przy czym to postać radzieckiego dyktatora była głównym elementem kompozycji. Po protestach wiernych ihumen przeniósł ikonę w mniej eksponowane miejsce w cerkwi, a następnie – do swojego domu. Rosyjski Kościół Prawosławny ocenił jego zachowanie jako „sekciarstwo” i ukarał go dyscyplinarnie za wystawienie dla kultu niekanonicznej ikony.